# Azul-celeste (heráldica)
Azul celeste ("azul céu"), também chamado ciel é um esmalte raramente utilizado em heráldica. Não é uma das sete principais cores e metais nem uma das três "manchas".